# Tikri
Tikri é uma cidade e uma nagar panchayat no distrito de Baghpat, no estado indiano de Uttar Pradesh.

## Geografia
Tikri está localizada a 29° 14′ N, 77° 21′ L. Tem uma altitude média de 233 metros (764 pés).

## Demografia
Segundo o censo de 2001, Tikri tinha uma população de 13,429 habitantes. Os indivíduos do sexo masculino constituem 54% da população e os do sexo feminino 46%. Tikri tem uma taxa de literacia de 52%, inferior à média nacional de 59.5%: a literacia no sexo masculino é de 64% e no sexo feminino é de 38%. Em Tikri, 17% da população está abaixo dos 6 anos de idade.